# La Strada (organizacja)
La Strada – Fundacja Przeciwko Handlowi Ludźmi i Niewolnictwu – fundacja działająca na rzecz poszanowania praw człowieka, zwalczanie handlu ludźmi, niewolnictwa i pracy przymusowej oraz przeciwdziałanie eksploatacji prostytucji, a także przestępstwom przeciwko wolności i zdrowiu jednostki, zarejestrowana w Polsce w 1996 roku, a do roku 2006 funkcjonująca pod nazwą Fundacja Przeciwko Handlowi Kobietami.

## Cel statutowy
Cel statutowy fundacji realizowany jest poprzez:
1. Prowadzenie aktywnej akcji prewencyjnej związanej z handlem ludźmi w mediach, nieodpłatne publikowanie materiałów przestrzegających potencjalne ofiary i nieodpłatne kolportowanie ich w szkołach, urzędach pracy, placówkach granicznych i konsulatach, internatach, organizacjach kobiecych, agencjach towarzyskich oraz w innych miejscach.
2. Prowadzenie telefonu zaufania, który ma służyć informacją o zagrożeniach wynikających z decyzji podjęcia pracy za granicą oraz jest telefonem kontaktowym dla ofiar handlu ludźmi.
3. Wspieranie reintegracji społecznej i zawodowej ofiar handlu ludźmi.
4. Wspieranie ofiar handlu ludźmi w kontaktach z organami ścigania i wymiarem sprawiedliwości.
5. Pomoc prawną świadczoną przez uprawnione do tego osoby i instytucje oraz nieodpłatne udzielanie informacji o takich osobach i instytucjach.
6. Prowadzenie szkoleń oraz przygotowywanie nieodpłatnie udostępnianych opracowań dla specjalistów i służb zajmujących się zwalczaniem przestępstwa handlu ludźmi.
7. Podnoszenie świadomości społecznej poprzez informowanie opinii publicznej o problemach społecznych wiążących się z problemem handlu ludźmi.

## Historia
Na początku lat 90. krajowe gazety pisały o polskich kobietach zmuszanych do prostytucji w domach publicznych Europy Zachodniej. Wiadomości te oparte były na publikacjach, jakie pojawiały się w prasie zachodnioeuropejskiej. Prasa polska nadawała temu tematowi sensacyjny charakter, co nie przyczyniało się do wzrostu świadomości w społeczeństwie i poważnego traktowania problemu. Brakowało rzetelnych informacji na temat zjawiska.
Problem zaczął się pod koniec lat 80., w prasie pojawiały się ogłoszenia intratnych prac w krajach zachodnioeuropejskich. Oferty te były skierowane głównie do dziewczyn i młodych kobiet. Przeważnie obiecywano prace opiekunek dla dzieci i osób starszych, kelnerek, sprzątaczek, modelek i hostess. Nie wymagano wykształcenia, doświadczenia, znajomości języków, za to oferowano załatwienie wszelkich formalności. Mit lepszego życia na Zachodzie kusił. Wiele młodych kobiet wyjeżdżało, będąc przekonanymi, że jadą do umówionej pracy, a na miejscu okazywało się, że będą pracowały w seks-biznesie. Szefowie zabierali kobietom dokumenty, zastraszali, znęcali się fizycznie i psychicznie, zabierali większość, jeśli nie całość zarobków. Ofiary były zbyt zastraszone, by zgłaszać się na policję. Często przebywały w danym kraju nielegalnie i bały się deportacji.
Aby zapobiegać temu międzynarodowemu przestępstwu we wrześniu 1995 roku z inspiracji Holenderskiej Fundacji Przeciwko Handlowi Kobietami (Stichting tegen Vrouwenhandel – STV) powstał pierwszy w Europie Środkowej i Wschodniej program prewencji handlu kobietami La Strada. Był to jednoroczny projekt prowadzony jednocześnie w Polsce, Czechach i Holandii przez trzy partnerskie organizacje: STV, w Polsce – Związek Dziewcząt i Kobiet Chrześcijańskich „Polska YWCA” i Środkowoeuropejskie Centrum Konsultacyjne Projektów Kobiecych ProFem z Czech.
Wysiłki La Strady w Polsce zaowocowały założeniem w lutym 1996 roku polskiej Fundacji Przeciwko Handlowi Kobietami La Strada. Pomysłodawczynią nazwy Fundacji była jej współzałożycielka i wieloletnia członkini zarządu Stana Buchowska. W styczniu 1997 do sieci przyłączyli się partnerzy z Ukrainy, a w czerwcu 1998 roku z Bułgarii. W 2001 roku La Strada poszerzyła się o czterech nowych partnerów z: Białorusi, Mołdawii, Macedonii oraz w Bośni i Hercegowinie.
W 2004 roku MTV doceniając jej wkład w ochronę osób uprowadzonych przyznała jej nagrodę Free Your Mind.